# Bachos
Bachos is een gemeente in het Franse departement Haute-Garonne (regio Occitanie) en telt 27 inwoners (2009). De plaats maakt deel uit van het arrondissement Saint-Gaudens.

## Geografie
De oppervlakte van Bachos bedraagt 2,6 km², de bevolkingsdichtheid is dus 10,4 inwoners per km².
De onderstaande kaart toont de ligging van Bachos met de belangrijkste infrastructuur en aangrenzende gemeenten.

## Demografie
Onderstaande figuur toont het verloop van het inwonertal (bron: INSEE-tellingen).